# Craspedonema zeelandicum
Craspedonema zeelandicum är en rundmaskart. Craspedonema zeelandicum ingår i släktet Craspedonema och familjen Bunonematidae. Inga underarter finns listade i Catalogue of Life.